# Zinkenwehr 7

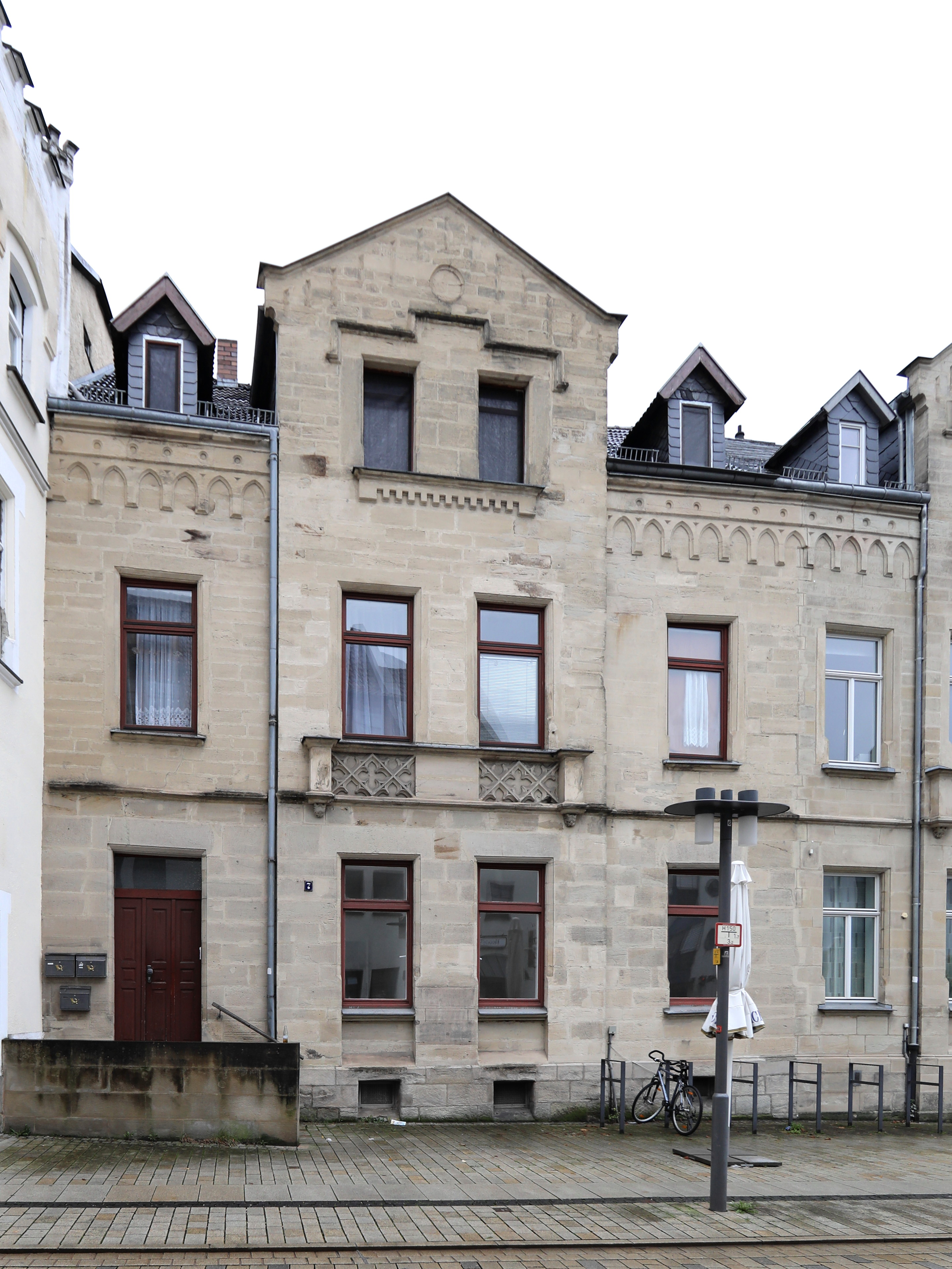
Wohnhaus Zinkenwehr 7 in Coburg

Das Wohnhaus  Zinkenwehr 7 steht in der oberfränkischen Stadt Coburg. Das denkmalgeschützte, zweigeschossige Traufseithaus wurde 1871 im neugotischen Stil errichtet.

## Geschichte
Auf einem unbebauten Gartengrundstück errichtete 1871 der Bautechniker Bernhard Felber das Wohnhaus. Es entstand in Ergänzung zu dem ein Jahr älteren, gleich gestalteten Nachbareckhaus Goethestraße 5 mit derselben First- und Dachtraufenhöhe. Dabei musste die zum gleich alten Nachbarhaus Zinkenwehr 5 zurückgenommene Baulinie eingehalten werden. Eine Fenstererneuerung erfolgte 1973 und eine Fassadeninstandsetzung 1987. Außerdem wurde im 20. Jahrhundert die Schieferdeckung gegen eine Ziegeldeckung getauscht.

## Architektur
Das zweigeschossige neugotisch gestaltete Traufseithaus steht am Zinkenwehr, das am Albertsplatz beginnt und an der Itz endet. Es hat vier Achsen mit rechteckigen Fenstern. Die Erschließung erfolgt über eine Treppe und eine Tür auf der linken Seite. Die Sandsteinfassade ist durch einen mittleren, leicht vorgesetzten Risalit mit einem Zwerchhaus symmetrisch gegliedert und dreigeteilt. Die beiden Obergeschossfenster des Risalits haben reliefierte Brüstungsfelder. Die Dachgeschossfenster schmücken eine Sohlbank mit einem Zackenfries und eine gestufte Verdachung. Unterhalb der Dachtraufe befindet sich ein Scheibenfries über einem Spitzbogenfries. Die Fassade ähnelt in großen Teilen dem ein Jahr älteren rechten Nachbarhaus.